# Chuck Berry Is on Top
Chuck Berry Is on Top — третий студийный альбом американского певца Чака Берри. С одной стороны пластинку можно считать сборником, так как в неё входит материал, записанный в течение пяти лет; с другой стороны, альбом также включает новейшие записи, и ранее ни в каком виде не изданную песню. Кроме того, ни одна из песен до того не выходила на долгоиграющих пластинках Берри. Диск вышел в монофоническом звучании; в американский хит-парад он не вошёл.

## Обзор
Название и обложка альбома обыгрывают фамилию музыканта и английское слово «berry» (ягода), что нередко использовалось на пластинках Берри. В альбом вошли песни с синглов, которые по разным причинам не были включены в предыдущие долгоиграющие пластинки, начиная с «Maybellene» (1955) до «Johnny B. Goode» (1958), а также «Roll Over Beethoven» из саундтрека к фильму «Рок, Рок, Рок» 1956 года. Кроме того, с момента выхода предыдущего альбома «One Dozen Berrys» в марте 1958 года, Берри выпустил шесть новых синглов, которые вошли в «Chuck Berry Is on Top». «Blues for Hawaiians» впервые была издана именно на этом альбоме. Все песни были записаны в студии Chess Records в Чикаго.

## Список композиций
Все композиции написаны Чаком Берри.
| №   | Название                     | Длительность |
| --- | ---------------------------- | ------------ |
| 1.  | «Almost Grown»               | 2:18         |
| 2.  | «Carol»                      | 2:44         |
| 3.  | «Maybellene»                 | 2:18         |
| 4.  | «Sweet Little Rock & Roller» | 2:18         |
| 5.  | «Anthony Boy»                | 1:50         |
| 6.  | «Johnny B. Goode»            | 2:38         |
| 7.  | «Little Queenie»             | 2:40         |
| 8.  | «Jo Jo Gunne»                | 2:44         |
| 9.  | «Roll Over Beethoven»        | 2:20         |
| 10. | «Around and Around»          | 2:20         |
| 11. | «Hey Pedro»                  | 1:54         |
| 12. | «Blues for Hawaiians»        | 3:22         |

## Участники записи
- Чак Берри — гитара, вокал
- Фред Белоу — барабаны
- Бо Дидли — гитара
- Вилли Диксон — бас-гитара
- Джером Грин — маракасы
- Эбби Харди — барабаны
- Джонни Джонсон — фортепиано
- Лафайет Лик — фортепиано
- Джордж Смит — бас-гитара
- Джаспар Томас — барабаны